# Iveco Eurotrakker
L’Iveco Eurotrakker è un autocarro pesante prodotto dal costruttore italiano Iveco tra il 1993 e il 2004. Lanciato come erede del modello Iveco 330 è stato sostituito nel 2004 dal modello Trakker.

## Storia
L'Iveco Eurotrakker è un mezzo pesante adatto a tutti i terreni progettato per carichi dalle 18 alle 72 tonnellate; veniva prodotto nelle versioni a 2 e 3 anche a trazione integrale e solo nel 1996 si è aggiunta la versione a 4 assi. Essendo progettato per essere venduto in tutto il mondo l'Eurotrakker era disponibile sia con guida a destra che con quella a sinistra per i mercati anglosassoni; in particolare sul mercato inglese il veicolo è stato venduto con il marchio Iveco-Ford per mezzo di accordo commerciale specifico. 

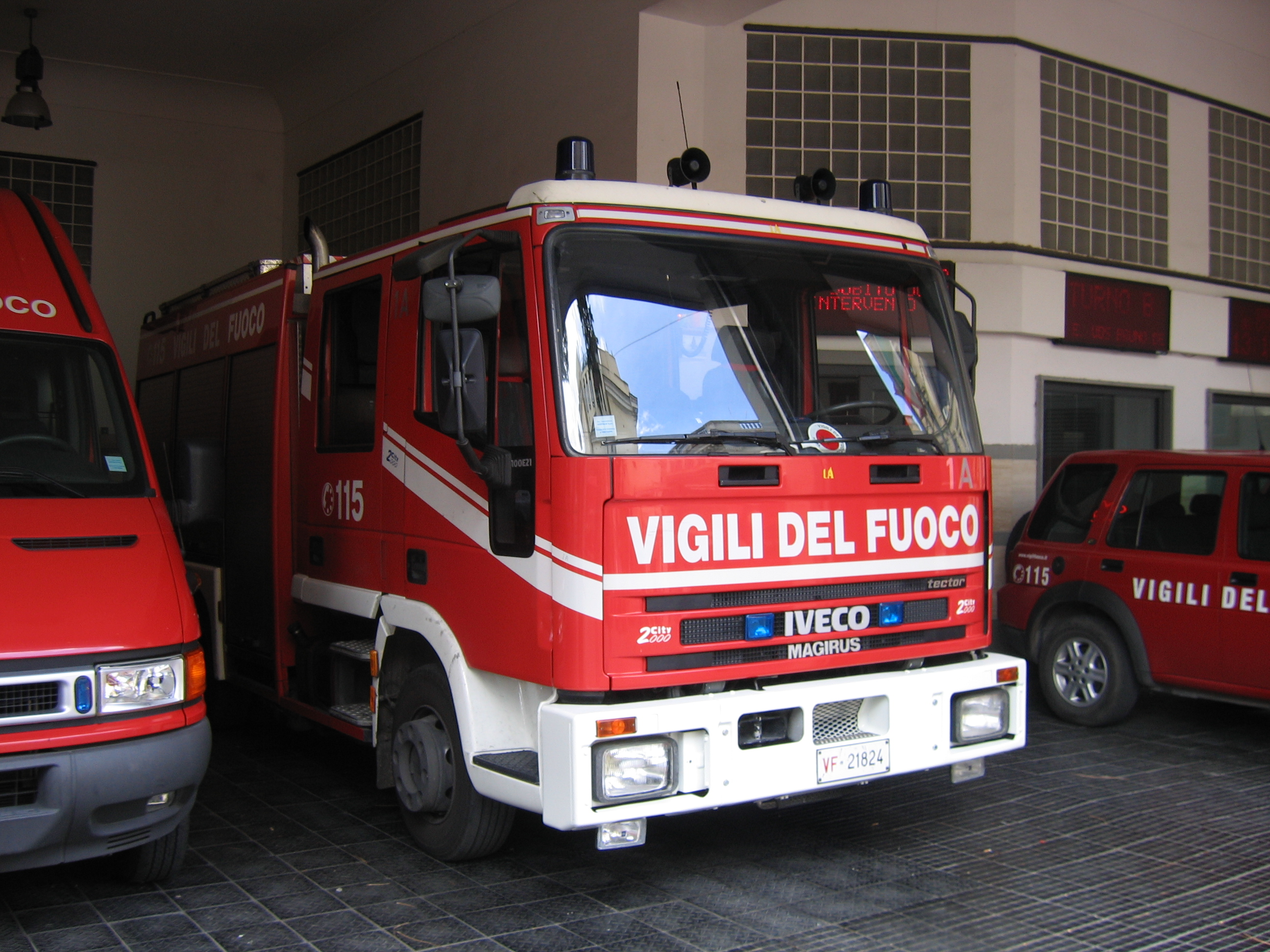
L'Iveco Magirus Eurotrakker dei Vigili del fuoco

Stilisticamente la griglia anteriore richiamava il family feeling della gamma Iveco dell'epoca ed era simile al modello stradale Eurotech dalla quale ereditava la cabina e alcuni organi meccanici. L'Eurotrakker veniva prodotto nelle versioni a trazione 4x2, 4x4, 6x4, 6x6, 8x4 e 8x8 con due motorizzazioni che avevano potenze che oscillavano dai 310 ai 450 cavalli. 
Il EuroTrakker era stato progettato per agevolare la trasformazioni, grazie ad una vasta gamma di trasmissioni e cassoni disponibili. Inoltre è stato utilizzato soprattutto come mezzo da cava e cantiere nonché come autobetoniera o autogrù. La divisione Magirus si occupava della produzione della versione antincendio destinata ai vigili del fuoco.
Durante il suo ciclo di vita ha subito diverse evoluzioni a livello di meccanica: nel 2000 vengono introdotti degli accorgimenti estetici (nuovi fanali anteriori, nuovi paraurti e griglia ridisegnata) e i nuovi motori Iveco Cursor 8 e 13 dotati di turbocompressore a geometria variabile e di omologazione Euro 4. Nel 2001 la casa introduce anche la nuova trasmissione automatica EuroTronic2. La produzione dell'EuroTrakker termina nel 2004 sostituito dal nuovo e più moderno modello chiamato semplicemente Trakker.